# Gryon stewarti
Gryon stewarti är en stekelart som beskrevs av Lubomir Masner 1983. Gryon stewarti ingår i släktet Gryon och familjen Scelionidae. Inga underarter finns listade i Catalogue of Life.